# HD199340
HD199340 — хімічно пекулярна зоря спектрального класу A0, що має видиму зоряну величину в смузі V приблизно  9,5.
Вона  розташована на відстані близько 610,8 світлових років від Сонця.